# Dedi al IV-lea de Wettin
Dedi al IV-lea sau Dedo al IV-lea (n. secolul al XI-lea – d. 16 decembrie 1124), aparținând Casei de Wettin, a fost conte de Wettin și margraf de Luzacia Inferioară.

## Biografie
Dedo al IV-lea a fost fiul cel mare al lui Thimo, conte de Wettin și Brehna, și al soției sale, Ida de Northeim, fiica ducelui Otto al II-lea al Bavariei.
Dedo s-a căsătorit cu Bertha de Groitzsch (d. 16 iunie 1144), fiica lui Wiprecht de Groitzsch. Căsnicia lor nu a fost fericită. Dedo alungat-o pe soția sa, dar a rechemat-o la îndemnul episcopilor. Pentru a-i fi iertată fapta, el a plecat într-un pelerinaj la Ierusalim și în 1124 a ctitorit pentru călugării augustini o mănăstire în Petersberg, care urma să devină locul de înmormântare al familiei sale.
Dedo a lăsat finalizarea construcției fratelui său mai mic, Conrad, pentru a pleca în pelerinajul din Țara Sfântă. Pe drumul de întoarcere Dedo s-a îmbolnăvit grav.
Înainte de a muri, el a trimis acasă printr-un mesager o bucată de argint provenind din Sfânta Cruce. Această relicvă a fost expusă multă vreme în Mănăstirea Petersberg.
Dedo și Bertha au avut o fiică, Mathilda (d. 1152) care s-a căsătorit cu contele Rapoto de Abenberg (1122–1172) în 1143.
După moartea lui Dedo, Bertha i-a dat lui Dedo al V-lea, fiul lui Conrad, comitatul Groitzsch și orașul imperial Zwickau primite ca zestre de la tatăl ei. După moartea soțului ei, Dedo al V-lea a avut grijă de ea ca un fiu.